# Addicted to Love
«Addicted to Love» — песня британского рок-певца Роберта Палмера с его альбома 1985 года Riptide. Кроме того, она была издана отдельным синглом. (Это был второй сингл с того альбома.)
В США песня достигла 1 места в «Горячей сотне» журнала «Билборд». В Великобритании сингл с ней достиг 5 места (в национальном сингловом чарте).
Первоначально предполагалось, что это будет дуэт с Чакой Хан, но песня была сделана без неё, потому что её звукозаписывающая компания в то время не предоставила ей возможность работы на лейбле Палмера Island Records. Чака Хан до сих пор указана как делавшая вокальные аранжировки в аннотации к альбому.
Энди Тейлор из Duran Duran, выступавший вместе с ним в The Power Station, сыграл партию соло-гитары. Другую гитарную партию в песне играет Эдди Мартинес, а клавишные — Уолли Бадару. Песня также примечательна своим вступительным барабанным соло Тони Томпсона, еще одного выпускника The Power Station.
Нодди Холдер (вокалист английской рок-группы Slade) заявил в интервью, что эта песня была главным треком, который он хотел бы написать сам. «Единственная главная песня, которую я хотел бы написать и записать, — это 'Addicted to Love' Роберта Палмера. Для меня это идеальная поп-песня. Всё, что в ней есть, действительно попадает в точку».

## Позиции в хит-парадах
Годовые чарты:
| Чарт (1986)                     | Позиция |
| ------------------------------- | ------- |
| США (Billboard Top Pop Singles) | 10      |